# Ethan Horvath
Ethan Horvath (* 9. Juni 1995 in Highlands Ranch, Colorado) ist ein US-amerikanischer Fußballtorwart. Horvath, der neben der US-amerikanischen auch die ungarische Staatsbürgerschaft besitzt, spielt seit Februar 2024 für Cardiff City.

## Karriere

### Verein
Ethan Horvath stammt aus Highlands Ranch, Colorado und spielte beim Jugendfußballklub Real Colorado, welcher an die U.S. Soccer Development Academy angeschlossen ist.
2013 wurde er von dem ehemaligen norwegischen Nationalspieler und Trainer des Molde FK, Ole Gunnar Solskjær, entdeckt und verpflichtet. Zwei Jahre später gab er sein Debüt in der Tippeligaen. In der 55. Minute ersetzte er Ørjan Nyland. Als dieser später zum FC Ingolstadt wechselte, wurde Horvath Stammtorhüter der Mannschaft.
Im Januar 2017 wechselte Horvath nach Belgien zum FC Brügge und konnte 2018 mit dem Club den nationalen Meistertitel feiern. In der Saison 2019/20 stand er nur bei den ersten zwei Ligaspielen, vor der Verpflichtung von Simon Mignolet durch den FC Brügge im Tor. Der FC Brügge wurde in dieser Saison erneut belgischer Meister. Auch in der Saison 2020/21, in der Brügge wieder die Meisterschaft holte, stand Horvath nur in zwei Ligaspielen, einem Pokalspiel gegen einen Amateurverein und einem Spiel der Champions League im Tor.
Mitte Juli 2021 wechselte er zum englischen Zweitligisten Nottingham Forest, wo er einen Vertrag mit einer Laufzeit von drei Jahren unterschrieb. Nachdem er den Großteil der EFL Championship 2021/22 Ersatz von Stammkeeper Brice Samba blieb, verlieh ihn der zwischenzeitlich in die Premier League aufgestiegene Verein Anfang Juli 2022 an Luton Town. Dort bestritt Horvath die Saison 2022/23 als Stammtorhüter und erreichte mit seiner Mannschaft den Aufstieg in die erste englische Liga.
Nachdem er in der Hinrunde der Spielzeit 2023/24 kein Spiel für Nottingham bestritten hatte, wechselte er Anfang Februar 2024 zu Cardiff City in die EFL Championship.

### Nationalmannschaft
Seit der U-14 spielte er für jede Jugendmannschaft der USSF. 2015 wurde er für die U-20-Fußball-Weltmeisterschaft 2015 nominiert, konnte aber nicht teilnehmen, da sein Klub ihn nicht freigestellt hatte.
Im Mai 2016 wurde Horvath für den Kader der Fußballnationalmannschaft der Vereinigten Staaten, der bei der Copa América Centenario 2016 spielen wird, nominiert.
Am 7. Oktober 2016 gab Horvath dann im Freundschaftsspiel auf Kuba (2:0) sein Debüt für die A-Nationalmannschaft. Beim aufgrund der COVID-19-Pandemie erst 2021 ausgetragenen Finale der CONCACAF Nations League 2019–21 stand er für die amerikanische Nationalmannschaft im Tor. Dabei hielt er in der letzten Minute der Verlängerung einen Elfmeter gegen die USA und sicherte so den Finalsieg.

## Erfolge
- Verein
  - Belgischer Meister: 2017/18, 2019/20, 2020/21 (FC Brügge)
  - Norwegischer Meister: 2014 (Molde FK) (nur im Kader)
  - Norwegischer Pokalsieger: 2014 (Molde FK)
- Nationalmannschaft
  - CONCACAF Nations League: 2021